# نوكيا سويت
نوكيا سويت (بالإنجليزية: Nokia Suite)‏ وسابقا (بالإنجليزية: Nokia Ovi Suite)‏ هو تطبيق يمكن مستخدمي نوكيا من توصيل أجهزتهم بأجهزة تعمل بنظام تشغيل مايكروسوفت ويندوز. تم تطوير الخدمة في الأصل بواسطة نوكيا ولكن تم الاستيلاء عليها لاحقًا بواسطة Microsoft Mobile.
يمكن لـ Nokia Suite مزامنة الأسماء والتقويم والرسائل والصور ومقاطع الفيديو والموسيقى بين جهاز Nokia وجهاز كمبيوتر. بالإضافة إلى ذلك، يمكن لبرنامج Nokia Suite تنزيل خرائط الدول على أجهزة Nokia، والنسخ الاحتياطي أو استعادة محتويات الأجهزة، توصيل الكمبيوتر بالإنترنت عبر الجهاز المحمول (الربط) وتحديث برنامج الجهاز.

## وصلات خارجية
- الموقع الرسمي